# Bengalia roubaudi
Bengalia roubaudi är en tvåvingeart som beskrevs av Rickenbach, Hamon och Mochet 1960. Bengalia roubaudi ingår i släktet Bengalia och familjen spyflugor.
Artens utbredningsområde är Kongo. Inga underarter finns listade i Catalogue of Life.